# Arne Palmén
Arne Johannes Palmén, född 3 januari 1885 i Helsingfors, död där 12 juni 1974, var en finländsk läkare. Han var son till historikern Ernst Gustaf Palmén.
Palmén blev medicine och kirurgie doktor 1914. Han var 1937–1952 e.o. professor i kirurgi vid Helsingfors universitet och 1945–1955 överläkare vid Helsingfors diakonissanstalts kirurgiska avdelning. Hans forskning gällde bland annat operativ behandling av tuberkulos samt försäkringsmedicin. Han var 1933–1943 ordförande i Finlands läkarförbund. 